# 저지 라인홀드
저지 라인홀드(Judge Reinhold, 1957년 5월 21일 ~ )는 미국의 배우이다.

## 출연 작품
- 행복한 인질
- 베버리 힐스 캅
  - 베버리 힐스 캅 2
  - 베버리 힐스 캅 3